# Samuel Moritz Pappenheim
Samuel Moritz Pappenheim (* 8. April 1811 in Breslau; † 10. Februar 1882 in Berlin) war ein deutscher Arzt und Forscher.

## Leben
Pappenheim studierte Medizin an der Universität Breslau und wurde dort 1835 mit der Arbeit De caloris capacitate rudmenta promoviert. Er stellte 1836 zusammen mit Jan Evangelista Purkyně (1787–1869) die Hypothese auf, das Sekret der Bauchspeicheldrüse enthalte einen „Verdauungsstoff“ für Eiweiße. Purkinje und Pappenheim bewiesen 1838 zudem die unter Einfluss der Galle erfolgende Fettspaltung durch das Sekret der Bauchspeicheldrüse. Die stärkespaltende Eigenschaft des Pankreassaftes wurde von Gabriel Gustav Valentin 1844 bestätigt. Im Jahr 1843 wurde er zum Mitglied der Leopoldina gewählt.

## Schriften
- mit Jan Evangelista Purkyně: Vorläufige Mitteilungen aus einer Untersuchung über künstliche Verdauung. In: Müllers Archiv für Anatomie und Physiologie. Band 1, 1838.
- Zur Kenntniß der Verdauung im gesunden und kranken Zustande. Ein physiologischer Versuch (1839)
- Die specielle Gewebelehre der Gehörorgane nach Structur, Entwickelung und Krankheit (1840)
- Die specielle Gewebelehre des Auges mit Rücksicht auf Entwickelungsgeschichte und Augenpraxis (1842).